# Vitharuna (vid Kopparholm, Nagu)
Vitharuna är en ö nära Knivskär i Nagu,  Finland. Den ligger i Skärgårdshavet i Pargas stad i den ekonomiska regionen  Åboland i landskapet Egentliga Finland, i den sydvästra delen av landet. Ön ligger omkring 7 kilometer sydväst om Knivskär, 26 kilometer söder om Nagu kyrka, 57 kilometer söder om Åbo och omkring 170 kilometer väster om Helsingfors. Närmaste allmänna förbindelse är förbindelsebryggan vid Kopparholm som trafikeras av M/S Nordep.
Öns area är 1,8 hektar och dess största längd är 290 meter i nord-sydlig riktning. Ön höjer sig omkring 10 meter över havsytan.